# サンフランシスコ地震

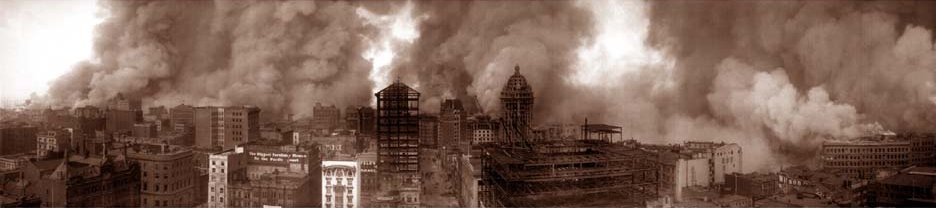
炎上するサンフランシスコ市街

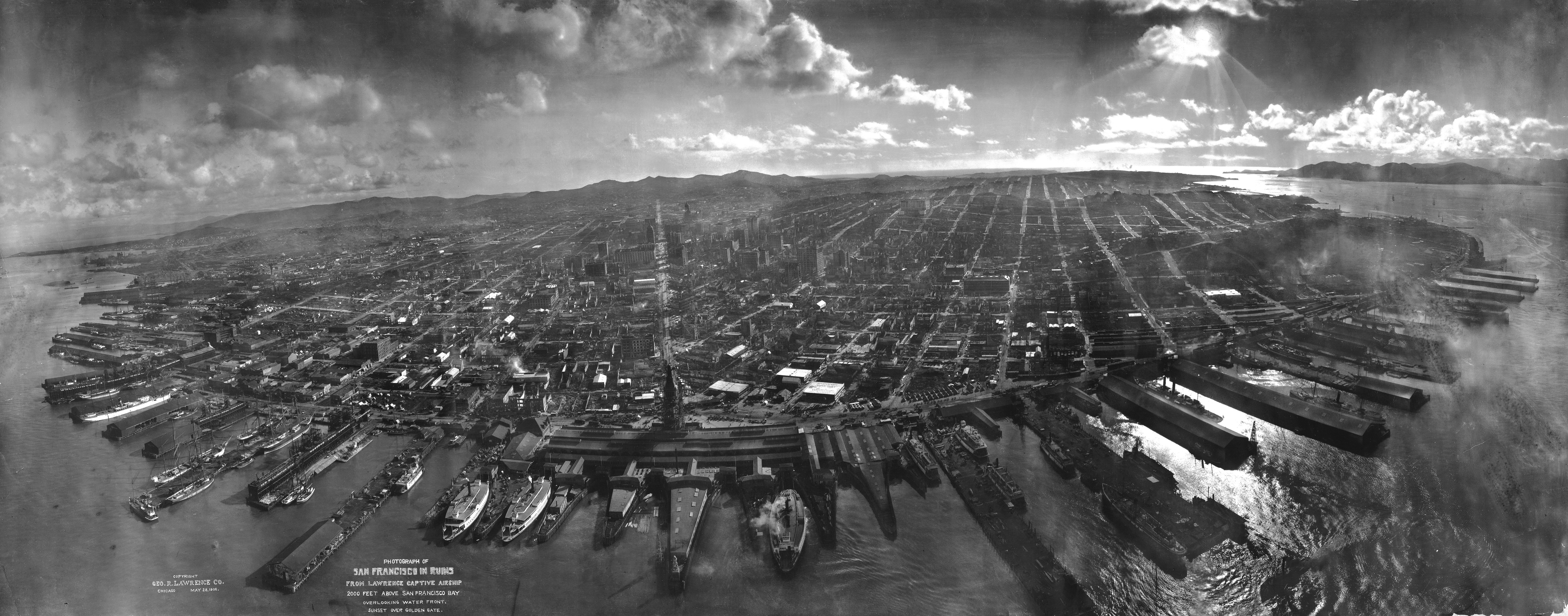
地震により壊滅したサンフランシスコ市街

サンフランシスコ地震（サンフランシスコじしん、San Francisco earthquake）は、1906年4月18日早朝にアメリカ合衆国カリフォルニア州サンフランシスコ周辺を襲った、およそマグニチュード7.8と見込まれる大地震。
サンフランシスコの近くを通るサンアンドレアス断層を震源として発生したこの地震は、1900年のガルベストン・ハリケーンやハリケーン・カトリーナなどと並び、アメリカ合衆国の主要都市で起こった最も被害の大きい自然災害のひとつとなった。

## 概要
地震波がサンフランシスコに到達したのは、4月18日の5時12分（ほぼ00秒）である。天文学者ジョージ・デイヴィッドソンの記録によると、激しい揺れが約1分間続き、一旦は弱まったが、再び強い揺れがあり、最初の揺れが始まってから2分30秒ほどで収まったという。
当時、全世界で96基の地震計があり、その大半が地震動を記録した。それらの記録をもとにブルース・ボールトが1968年に発表した論文では、サンフランシスコの南西、デイリーシティのマッセルロック沖、約2kmの海域を震央としているが、地震発生当時の震央はサンフランシスコから北西に60kmほど離れたオレマと考えられていた。オレマは、地震によってサンアンドレアス断層が最も大きく動いた（約6.4m）場所である。
被害は、サンアンドレアス断層の北部セグメントに沿った数百kmの細長い地域に集中したが、揺れはオレゴン州からロサンゼルス、さらには内陸深いネバダ州中央部まで広範囲で感じられた。
サンフランシスコ市内では充分な耐震強度を備えていなかった建造物の多くが倒壊し、少なくとも50か所で火の手が上がった。ガス管の破損も相まって火の勢いは増し、水道管も破損していたため満足な消火活動が行えず、火災は3日間燃え続けた。結果、中心部の商業地区が焼失し、サンフランシスコ市庁舎も崩壊する被害を受けた。陸軍は、残っている建造物をダイナマイトで爆破して防火帯を作った。
この地震による死者は公式発表によれば約500人、後年の研究では約3,000人とされており、22万5,000人が家を失った。当時の市長であるユージン・シュミッツは、市内に出動する兵士と警察官に対して「略奪者はその場で射殺せよ」と命じた。これは厳密には違法だが、市長は責任を問われなかった。もっとも、実際に射殺された人はほとんどいなかったようである。
この地震によるサンフランシスコ市内の被害総額は、約5億ドル（21世紀初頭の消費者物価で100億ドル相当）に上った。多くの保険会社は「地震で倒壊した建造物には火災保険が適用されない」という条項を盾にして保険金の支払いを渋った。逆に、投資の落ち込みを避けようとした市当局や産業界は「被害のほとんどが、地震ではなく火災によるもの（つまり天災ではなく人災）だ」と結論づけた。
この地震はアメリカ西海岸の都市間競争にも影響を与え、ロサンゼルスがその中心的都市の地位を得るきっかけとなった。
この地震以降、サンアンドレアス断層の北部セグメントにおいて大地震は発生していない（1989年のロマ・プリータ地震は別の原因で発生した可能性が高い）。2003年にアメリカ地質調査所が発表した予測では、2032年までにサンフランシスコ・ベイエリアでサンアンドレアス断層を震源とするMw6.7以上の地震が発生する確率は62%だという。

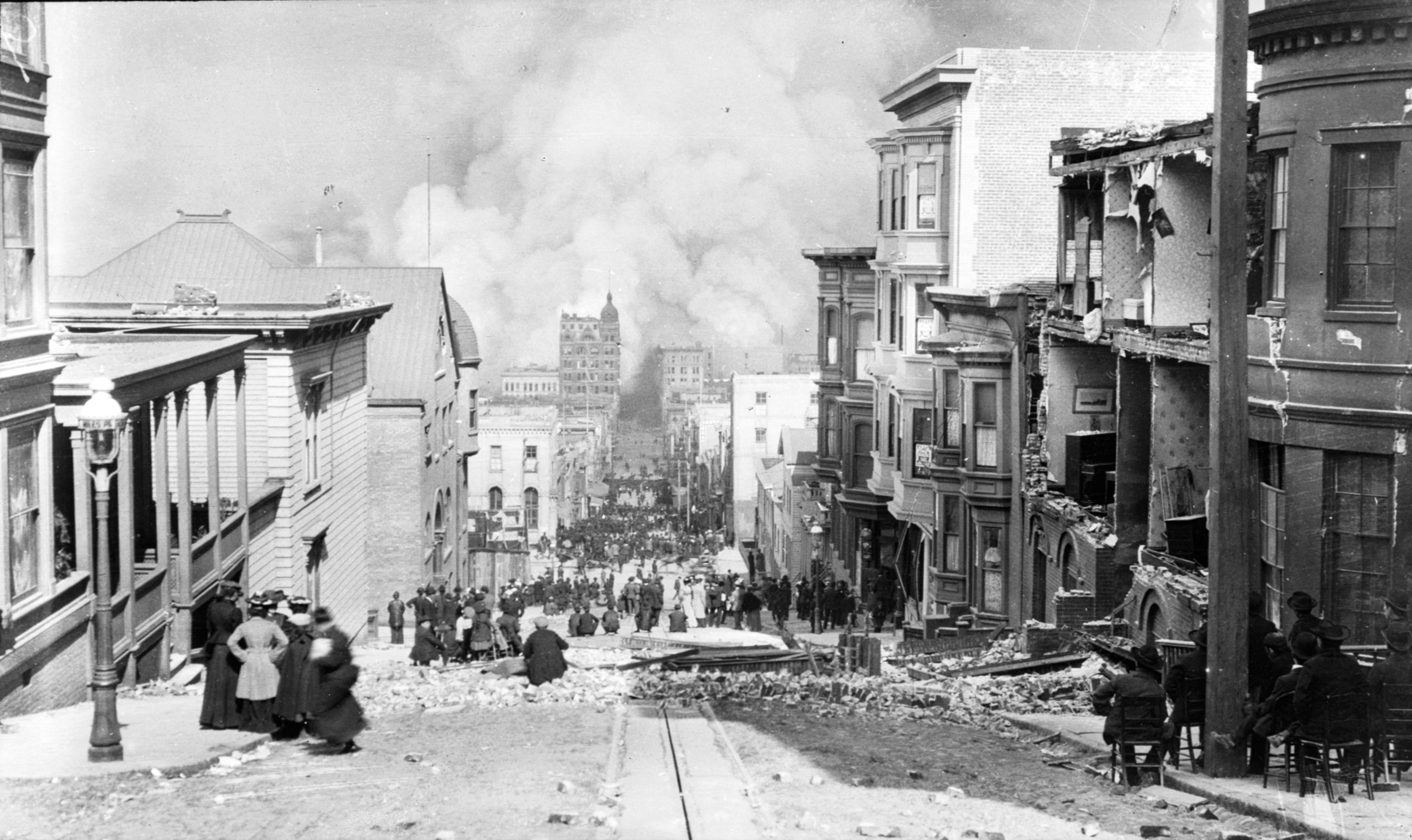
サクラメント通りの惨状
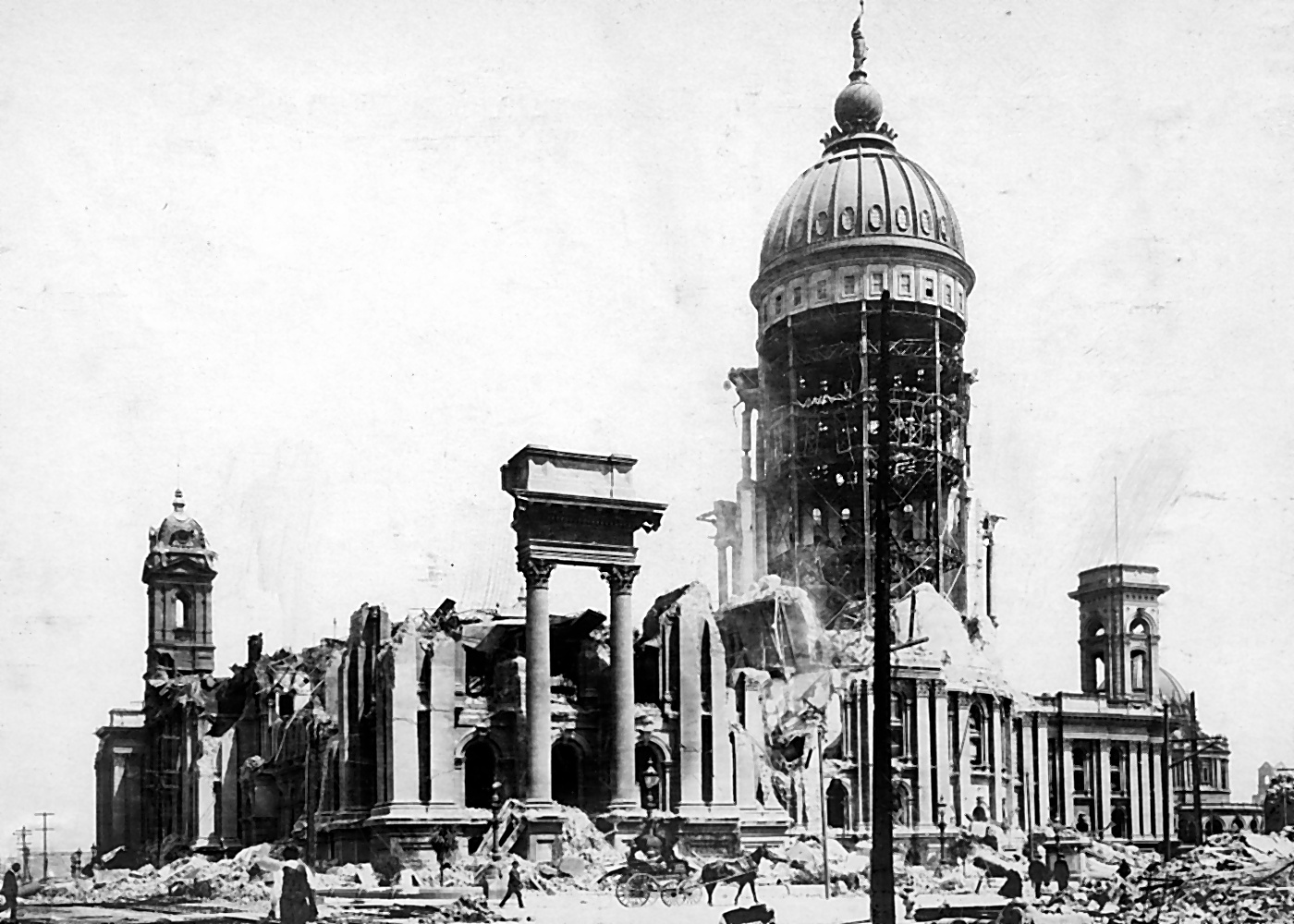
焼け落ちたサンフランシスコ市庁舎 （1906年4月20日）
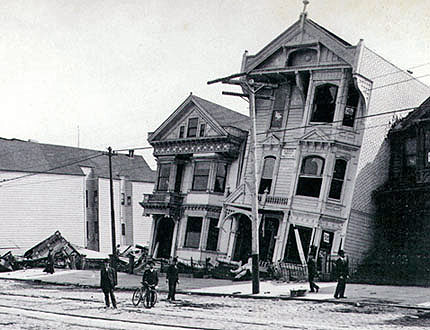
地震で被害を受けた木造建築物

## 参考書籍
- 『世界の果てが砕け散る』（著：サイモン・ウィンチェスター、訳：柴田裕之、発行：早川書房）ISBN 4-15-208785-4
- 前野徹『新 日本の歴史の真実』－混迷する世界の救世主ニッポン－、講談社<講談社＋α文庫>、2005年、222頁。